# Fünf Freunde und das Tal der Dinosaurier
Fünf Freunde und das Tal der Dinosaurier ist ein deutscher Kinofilm des Regisseurs Mike Marzuk aus dem Jahr 2018. Nach Fünf Freunde von 2012 ist dies der fünfte Teil der Kinoreihe. Er basiert, wie die vorherigen Teile, auf der Kinderbuchserie Fünf Freunde von Enid Blyton, folgt jedoch keiner Handlung der von ihr veröffentlichten Bücher.

## Inhalt
Tante Fanny fährt mit den Fünf Freunden im Auto zu der Hochzeitsfeier eines Cousins. Doch schon auf dem Weg zu dieser, beginnt mit einer Autopanne langsam das Abenteuer, denn dieser Umstand zwingt sie zum Zwischenstopp in einem kleinen verschlafenen Dorf. Tags darauf besuchen die Fünf Freunde das örtliche Naturkundemuseum, in dem der sensationelle Knochenfund einer bisher unbekannten Dinosaurierart präsentiert wird. Sie treffen dabei auch auf einen kauzigen Außenseiter der Kleinstadt namens Marty Bach. Der junge Mann berichtet ihnen von einem Tal, in dem sein kürzlich verstorbener Vater ein vollständig erhaltenes Dinosaurierskelett entdeckte, aber dass niemand ihm glauben wolle. Kurz darauf zerstört Marty daheim versehentlich den Rahmen eines Fotos und entdeckt hinter diesem die Koordinaten des Dinosauriertals. Aber noch in der Nacht wird er überfallen und der Zahlencode seines Vaters gestohlen. Da die Polizei nichts unternimmt, ist die Angelegenheit für die Fünf Freunde klar: Sie müssen ihrem neuen Freund helfen. Zusammen melden sie sich zu einer geführten Wanderung an, um dem Tal näher zu kommen. Doch die Diebe haben sich offensichtlich der Gruppe ebenfalls angeschlossen und wollen das Tal und das Skelett ebenfalls erreichen. Die Fünf Freunde setzen alles daran, dies zu vereiteln. Am Ende gelingt den Fünf Freunden die Rettung des Dinosaurierskeletts von Gorgosaurus und die Rettung des Rufs ihres neuen Freundes und dessen Vaters.

## Hintergrund
Nachdem in Fünf Freunde 3 schon der Hund, der Timmy ursprünglich darstellte, ausgetauscht wurde, mussten auf Grund des Heranwachsens der bisherigen Kinderdarsteller nach Fünf Freunde 4 auch letztlich diese ausgetauscht werden. Die Dreharbeiten zum Spielfilm fanden im Jahr 2017 statt. Er kam Mitte März 2018 in die deutschen Kinos und erreichte 531.306 Zuschauer. Im September 2018 soll es des Weiteren zu einer begrenzten Kinoverwertung in Spanien gekommen sein. Die deutsche DVD erschien im Oktober 2018.

## Belege
1. ↑   Freigabebescheinigung für Fünf Freunde und das Tal der Dinosaurier. Freiwillige Selbstkontrolle der Filmwirtschaft (PDF; Prüfnummer: 176941/K).
2. ↑  Das waren die Kinohits 2018 – und das sind die Kinostarts 2019 (Memento des Originals vom 4. Januar 2019 im Internet Archive)  Info: Der Archivlink wurde automatisch eingesetzt und noch nicht geprüft. Bitte prüfe Original- und Archivlink gemäß Anleitung und entferne dann diesen Hinweis., vom: 31. Dezember 2018; abgerufen am: 3. Januar 2019
3. ↑  Fünf Freunde und das Tal der Dinosaurier (2018). Release Info, abgerufen am: 3. Januar 2018